# Adramelec

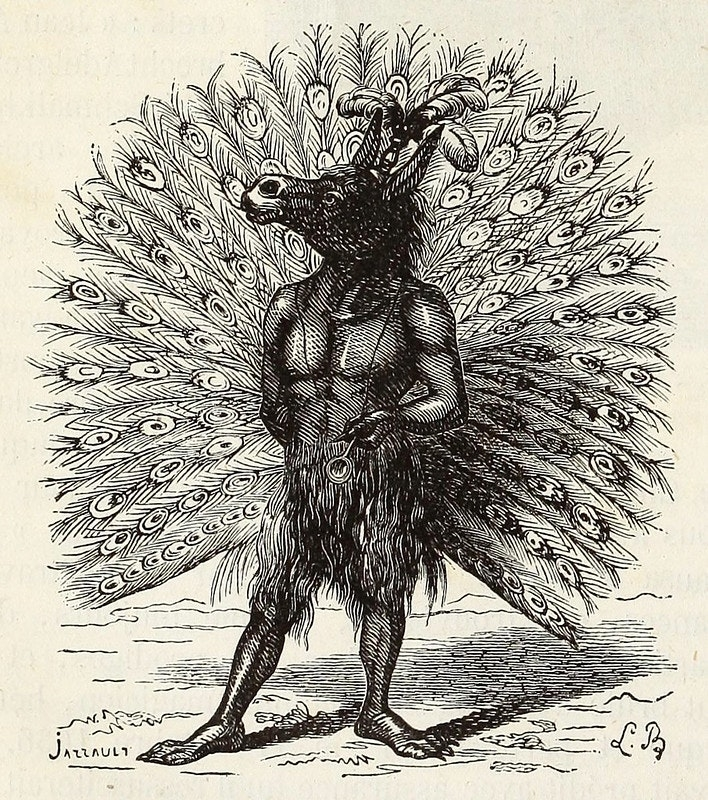
De Collin de Plancy Dictionnaire Infernal

Adramelec, también llamado Adramelech, Adramelek, Adramelej o Adar-malik, es un dios de la mitología fenicia (Fenicia) y la mitología cartaginesa (Cartago).

## Descripción
Su nombre deriva de "Melec", que significa "el Rey". Fue una especie de dios solar. El centro de su adoración era la ciudad de Sefarvaim (2 Reyes 17:31). Su culto fue traído por los colonos de Sefarvaim en Samaria.
También existió un dios llamado "Baal Adramelec"; la parte de su nombre "baal" significa "señor". En la mitología asiria, el título Baal se utilizaba para muchos dioses, y es descrito como un hijo de Senaquerib, rey de Asiria (2 Reyes 19:37; Isaías 37:38). En los tiempos posteriores, se asoció con Moloch de Cartago. Esto a menudo conduce al concepto de que los niños eran sacrificados como tributo para él. Tradicionalmente se ha interpretado Moloch como el nombre de un dios, probablemente denominado el rey, pero pronunciado a propósito como Molek en vez de Melek utilizando las vocales de la palabra hebrea bosheth (ignominia). El concepto de sacrificar niños en una hoguera o colocándolos dentro de una estatua de bronce (con calefacción) del dios viene del griego y no es históricamente comprobable de modo arqueológico que una estatua tan grande de bronce existiera.
Como otros dioses paganos, Adramelec fue convertido en un demonio en la tradición judeocristiana. Según el libro de Collin de Plancy sobre demonología, Dictionnaire Infernal, Adramelech fue nombrado presidente del senado de los demonios. Es también el Canciller del Infierno y supervisor del guardarropa de Satán. Es generalmente representado con un torso y cabeza humanos, y el resto del cuerpo de una mula (o a veces como un pavo real).
Una descripción poética de Adramelec puede ser encontrada en la colección de historias cortas de un cuento de Robert Silverberg. Adremelec es descrito como "El enemigo de Dios, más grande aún en ambición, astucia y acciones que Satán. Un demonio más maldito - un hipócrita más profundo".
Respecto a su papel dentro de la tradición cabalística, Adramelej no es una Qlifot en la Cábala, pero a veces se le asocia con Thaumiel, la Qlifá opuesta a Kéter; aun así algunos ocultistas incluyen a Adramelej como una entidad secundaria dentro de esta esfera, posiblemente debido a su papel en la demonología medieval. Igualmente suele ser confundido con Samael, ya que el regente de la Qlifá Samael (el reflejo oscuro de Hod) es Adramelej en algunas tradiciones ocultistas.